# 転載
転載（てんさい）とは、他人の著作物を複製して、もともと公開されていた場所とは別の場所に公開すること。公表された著作物を他の新聞紙若しくは雑誌その他の刊行物に載せること。
コンピュータネットワークが発達・普及した現在では、ソフトウェア、電子テキスト、画像データなどの電子著作物で行われることが多い。なお、著作権法の定める引用の要件を満たさずに著作権者に無断で行うことは、複製権や公衆送信権などの著作権侵害となる。（詳しくは「コンピュータネットワーク上の転載」の項を参照）

## 著作権法と転載
日本の著作権法では、出所を明示すれば著作権者の許可なしに自由に転載してよい著作物は、以下3つのみである。
- 説明の材料として使う場合に限定して「国若しくは地方公共団体の機関、独立行政法人又は地方独立行政法人が一般に周知させることを目的として作成し、その著作の名義の下に公表する広報資料、調査統計資料、報告書その他これらに類する著作物」（著作権法32条2項）
- 「新聞紙又は雑誌に掲載して発行された政治上、経済上又は社会上の時事問題に関する論説（学術的な性質を有するものを除く）」（著作権法39条1項）
- 同一の著作者のもののみを編集して利用する場合を除き、公開して行われた政治上の演説又は陳述及び裁判手続（行政庁の行う審判その他裁判に準ずる手続を含む）における公開の陳述（著作権法40条1項）

また、これら3種類の著作物においても、「転載禁止」の表示がある場合には、引用を除く転載はできない（著作権法32条2項但書、39条1項但書）。著作権法の引用の要件を満たした転載は、そのような制限を受けない。

## コンピュータネットワーク上の転載

### 起源
パソコン通信(BBS)において、公開されている自由ソフトウェアなどを他のBBSの加入者にも利用できるようにコピーしていたのが始まりである。
当時のネットワークはごく限られた範囲でしか相互接続されていなかったため、自分が加入していないBBS上の情報は基本的に見ることができなかった。そこで、複数のBBSに加入している人間が一方のBBSから情報を取り出し、他方のBBSに書き込むという行為を行うようになった。これはボランティアとして行われ、草の根BBSなどの非営利・小規模BBSの多くでは公開されている著作物のほとんどが転載によるものであった。

### 現在
現在では、インターネットによって相互接続されていることが当たり前となり、大規模なダウンロードサイトも出現して誰でも利用できるようになったため、以前のようにソフトウェアが転載されることは少なくなっている。
ただし、企業や学校が、外部ネットワークへの通信量を低減するために、組織内に設置したファイルサーバなどに転載を行い、組織内での利用はそちらを参照させるケースがある。
近年では画像を掲載できる掲示板システムが複数登場しているが、有名な画像掲示板に公開されていた画像は別の画像掲示板に転載されていることが多い。
著作物の作成者が自らのホームページなどで著作物を公開し、ダウンロードサイトなど別の場所でも公開されているといった場合は、著作者による複数サイトでの公開であるため、転載ではない。
また、引用と誤って使用している人が多い。「転載」と「引用」は、似ているが、法律上は別物である。

### 長所と短所
著作者の立場からは、転載によって自分の著作物がより広い範囲に知られることとなり、活躍の場が広がる。また、商業活動をはじめるきっかけになることもある。
ただし、これは認められる形での転載をした場合であり、手順を誤った転載の場合、著作者は自分の著作物がどこに転載されているかを知ることができず、バージョンアップなど修正を加えた場合も転載先の内容が更新されるとは限らない。また、悪質な転載者によってコンピュータウイルスを埋め込まれたり、著作者の表示を書き換えられるなどの問題が起きることがある。

### 転載の原則
転載は他人の著作物を、著作者の関与しない場所に複製する行為であり、手順を誤ると著作権侵害となることがある。そのため、転載する際には以下の項目を守る必要がある。
- 転載を許可されている著作物のみを転載する
  - 市販されている商業用ソフトウェアなどは、通常、転載は許可されていない
- オリジナルの内容を改変しない
  - ソフトウェアや画像ファイルの加工を行わない
  - 圧縮ファイルに含まれているファイルはすべて一緒に転載する。また、オリジナルに含まれていないものは何も追加しない
  - 圧縮形式やファイル名を変更しない
- 転載元を明示する

また、以下の事項を守ることが推奨される。
- 再転載をしない
転載された内容がオリジナルと同一であることは必ずしも保証できないため、転載元からオリジナルを取得して行うべきである。

## 転載が行われている雑誌
ビジネスホテルチェーン東横インにある客室雑誌たのやくは転載記事のみで作られているが、出版元の許可を得ているため問題ない。実用新案も取得している。